# George Montagu (8e duc de Manchester)
Pour les articles homonymes, voir Montagu.
George Victor Drogo Montagu (17 juin 1853, château de Kimbolton - 18 août 1892, château de Tandragee), 8e duc de Manchester (en), est un homme politique britannique.

## Biographie
Fils de William Montagu (7e duc de Manchester), il devient membre de la Chambre des communes en 1877.
En 1890, il succède à son père dans le titre de duc de Manchester (en) et à la Chambre des lords.

## Sources
- (en) Cet article est partiellement ou en totalité issu de l’article de Wikipédia en anglais intitulé « George Montagu, 8th Duke of Manchester » (voir la liste des auteurs).